# Parti juif (Roumanie)
Le Parti juif (en roumain : Partidul Evreiesc din România, PER ; en hébreu : המפלגה היהודית הרומנית, en hongrois : Országos Zsidó Párt et en allemand : Jüdische Reichspartei) est un parti politique ethnique des Juifs de Roumanie, fondé en 1931, qui a eu des élus au Parlement roumain après les élections législatives de 1931 et de 1932.

Le 26 janvier 1936, un Conseil central des Juifs de Roumanie (en roumain : Consiliul Central al Evreilor din România) est mis sur pied pour unir, contre la montée de l'extrême droite consécutive à la crise de 1929, les forces politiques juives, notamment le Parti juif et ses détracteurs de l'Union des Juifs roumains (en roumain : Uniunea Evreilor Români), ex- Union des Juifs indigènes (en roumain : Uniunea Evreilor Pământeni), opposés à la création d'un parti juif et favorables à la participation des Juifs au sein des autres partis roumains.
Aux élections législatives de 1937, le PER obtient 1,42 % des voix.
Mais le 30 mars 1938 la démocratie parlementaire s'effondre face à la montée des extrémismes, et le roi Carol II dissout tous les partis politiques et impose une dictature carliste (dictatura carlistă en roumain) : d'un côté, il fait tirer à vue sur les rassemblements fascistes et emprisonne les communistes, et de l'autre il prend des mesures d'exclusion contre les Juifs dans les universités et la fonction publique. En octobre 1940, les fascistes réussissent un coup d'État, le contraignent à l'abdication, l'expulsent du pays et appellent la Wehrmacht à intervenir : c'est le début de la Shoah en Roumanie. 

## Membres importants
- Wilhelm Filderman
- Theodor Fischer (président)
- Michel Landau
- Samuel Leibovici
- Ernest Marton
- Eugen Meissner
- Adolf Stern (président honoraire)
- Mișu Weisman

## Sources
- Enciclopedia partidelor politice din România, 1859-2003, Editura Meronia, Bucarest 2003,  (ISBN 973-8200-54-7)